# Arno Bulitta
Arno Franz Bernhard Bulitta (* 4. Oktober 1921 in Wartenburg, Ermland; † 9. September 1995 in Neustadt an der Aisch) war ein deutscher Mediziner, stellvertretender Bürgermeister, Vertriebenen- und Lokalpolitiker und Bundesverdienstkreuzträger.

## Leben und Wirken

### Jugend und Bildung
Nach dem Abitur im Jahr 1939 am Humanistischen Gymnasium in Allenstein wurde er zum Reichsarbeitsdienst (RAD) verpflichtet, dann meldete er sich als Freiwilliger bei der Luftwaffe und wurde zum Studium der Medizin abkommandiert. Nach der Entlassung aus der amerikanischen Kriegsgefangenschaft im Juni 1945 setzte er das Medizinstudium in der Amerikanischen Besatzungszone an der Friedrich-Alexander-Universität Erlangen-Nürnberg fort und promovierte im Sommer 1946 mit der Dissertation über die Multiple Sklerose (MS) zum Doktor der Medizin (Dr. med.).

### Beruf und Ämter
In dem Deutschland 1945 bis 1949 gründete er nach 1945 die Kreisgruppe der Landsmannschaft Ostpreußen e.V. in Erlangen und war ihr langjähriger Vorsitzender, damit ein geborenes Mitglied des Bundes der Vertriebenen. In dem Zeitraum von am 30. Juni 1948 bis 30. Juni 1958 war er Stadtrat der Stadt Erlangen.  In den Jahren 1950–1961 war er aktives Mitglied beim Gesamtdeutschen Block/Bund der Heimatvertriebenen und Entrechteten danach Mitglied und 1956–1958 Fraktionsvorsitzender bei der Christlich Sozialen Partei (CSU)  und Mitglied der Bayerischen Landesärztekammer.
Im 1958 zog er nach Neustadt an der Aisch um, wurde im Mai zum Chefarzt der Abteilung für Innere Medizin im neuerrichteten örtlichen Kreiskrankenhaus und nach einigen Jahren dessen Klinikdirektor. Seit dem Jahr 1966 war er ehrenamtliches Stadtratsmitglied dann seit dem 1. Juli 1972 bis 1990 als stellvertretender Bürgermeister der Stadt. Er war langjährig als Kirchenvorstand bei der katholischen Kirchengemeinde, in den Jahren 1981–1982 als Präsident des örtlichen Rotary Clubs und als Kreissportarzt beim Bayerischen Landes-Sportverband tätig.

## Auszeichnungen
- 1981: Goldene Bürgermedaille der Stadt Neustadt an der Aisch[4]
- Bundesverdienstkreuz am Bande
- Kreismedaille in Silber
- Kommunale Verdienstmedaille Bayern
- Silberne Ehrennadel der Landsmannschaft Ostpreußen e. V.

## Schriften
- Klinischer Beitrag zur Frage der Beziehungen zwischen Multipler Sklerose und anderen entzündlichen Erkrankungen des Zentralnervensystems. Dissertation, Medizinische Fakultät, Erlangen September 1946.